# Bromme (Fluss)
Die Bromme ist ein Fluss in Frankreich, der in den Regionen Auvergne-Rhône-Alpes und Okzitanien verläuft. Sie entspringt unter dem Namen Ruisseau de la Beauté im Süden des Regionalen Naturparks Volcans d’Auvergne, im Gemeindegebiet von Pailherols, entwässert generell in südlicher Richtung und mündet nach rund 30 Kilometern an der Gemeindegrenze von Lacroix-Barrez und Brommat als rechter Nebenfluss in die Truyère. Auf ihrem Weg durchquert die Bromme die Départements Cantal und Aveyron.

## Orte am Fluss
(Reihenfolge in Fließrichtung)
- Lacapelle-Barrès
- Mur-de-Barrez
- Brommat